# عودة الهارب (فلم)
عودة الهارب هو فيلم دراما وإثارة مصري تم انتاجه في عام 1990 من إخراج يوسف أبو سيف ومن بطولة: محمود ياسين، عزت العلايلي، شهيرة، شريف عبد المنعم، حسين الشربيني، لوسي.

## قصة الفيلم
سامي الجوهري عضو بعصابة دولية للمخدرات، يمارس نشاطه في مصر، يقع في قبضة البوليس وتنجح العصابة في تهريبه من السجن ويحاول البوليس المصري إعادة القبض عليه.